# Tatjana Sernec Avšič
Tatjana Sernec Avšič, slovenska kemičarka in biokemičarka, * 25. september 1912, Ljubljana † december 2007.
Njen oče je bil nekdanji ban Dravske banovine Dušan Sernec, tudi kasnejši minister jugoslovanske vlade. Diplomirala je na Tehniški fakulteti Univerze v Ljubljani septembra 1938, na temo viskoznosti in molekulske mase škroba (mentor Maks Samec). Nato je volontirala na Inštitutu za medicinsko kemijo v Zagrebu, januarja 1941 pa je dobila službo v Ljubljani, na inšpektoratu za delo, kjer je ostala do odhoda v partizane oktobra 1943.
Februarja 1945 se je priključila novi oblasti v Beogradu, kjer je ostala do septembra 1946. Po vrnitvi v Ljubljano se je zaposlila v kemijskem laboratoriju Onkološkega zavoda takratne Medicinske fakultete. V tem obdobju je s štipendijo Svetovne zdravstvene organizacije (WHO) prebila dve leti na specializaciji v Švici. Leta 1947 je delala pri nobelovcu Lavoslavu Ružički na ETH Zürich, naslednje leto pa pri še enem nobelovcu, Paulu Karrerju na züriški univerzi. Aprila 1952 se je zaposlila na Kemijskem inštitutu. Tam je ostala do leta 1959, ko se je zaposlila na ljubljanski univerzi, najprej kot asistentka pri predmetu Organska kemija, nato pa leta 1964 kot asistentka na Katedri za biokemijo.
Doktorirala je decembra 1965 z disertacijo Barvila droge Secale Cornutum : elektroforetska analiza (COBISS), pripravljeno pod mentorstvom Marije Perpar. V aktivnem obdobju je Tatjana Sernec Avšič raziskovala predvsem spojine rastlinskega izvora, največ s kemijskimi in fizikalnokemijskimi metodami. Leta 1969 se je izpopolnjevala v ZDA v Customs Laboratories (Baltimore) za plinskokromatografsko analizo spojin iz kanabisa.
Poročena je bila z generalom Jako Avšičem. Prejela je Medaljo za hrabrost in Red zaslug za ljudstvo III. reda.
Po upokojitvi jeseni 1977 je ključno prispevala k prevodu prvega učbenika biokemije v slovenskem jeziku (Peter Karlson: Biokemija, 1980).